# Карел Штіндл
Карел Штіндл (чеськ. Karel Štindl, 1938, Хоцень, Чехія, Чехословаччина) — чехословацький та чеський дипломат. Надзвичайний і Повноважний Посол Чеської Республіки в Україні.

## Біографія
Народився у 1938 р. в м. Хоцень у Чехії.
У 1960 закінчив Карлового університету, філософський факультет. Доктор філософських наук.
Володіє російською та англійською мовами.
З 1962 по 1963 — редактор Чехословацького радіо;
З 1963 по 1970 — викладач філософського факультету у Карловому університеті;
З 1970 по 1973 — співробітник виробничого об'єднання іграшок UNION;
З 1974 по 1989 — програміст комп'ютерної техніки ІВМ та ЕС Дослідного інституту інженерії;
З 1989 по 1990 — член виконавчого комітету Громадянського форуму;
З 1990 по 1992 — депутат, голова Комітету у закордонних справах, член Президії Парламенту Чеської Республіки;
З 1992 по 1993 — викладач філософського факультету Карлового університету;
З 1994 по 1999 — Надзвичайний і Повноважний Посол Чеської Республіки в Республіці Польща;
З 2000 — заступник директора Департаменту аналізу та планування МЗС Чеської Республіки;
З 2001 — позаштатний викладач філософського факультету Карлового університету;
З 2002 по 2007 — Надзвичайний і Повноважний Посол Чеської Республіки в Україні.